# Aralia tibetana
Aralia tibetana är en araliaväxtart som beskrevs av G.Hoo. Aralia tibetana ingår i släktet Aralia och familjen Araliaceae. Inga underarter finns listade.